# Knastaksel
Knastakslen er den aksel, der sørger for at ventilerne i en forbrændingsmotor bliver åbnet på de rette tidspunkter. I nyere motorer er knastakslen normalt placeret øverst i motorens topstykke (overliggende knastaksel).
Knastakslen virker ved, at der på akslen er "knaster", der er placeret forskudt for hinanden. Når akslen drejer rundt, vil knasternes spids påvirke ventilerne sådan, at de rette ventiler åbner på de rette tidspunkter. Ventilerne lukkes af ventilfjedre.
Almindeligvis har mindre motorer kun en knastaksel, men to er ikke ualmindeligt og V-motorer kan have endnu flere.